# Mercedes-Benz Antos
Mercedes-Benz Antos — сімейство вантажних автомобілів компанії Mercedes-Benz.

## Опис

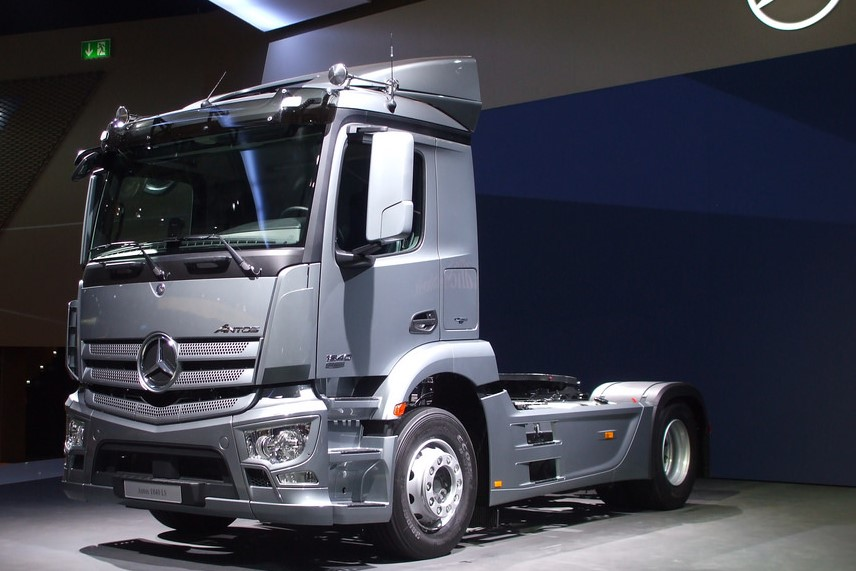
Сідловий тягач

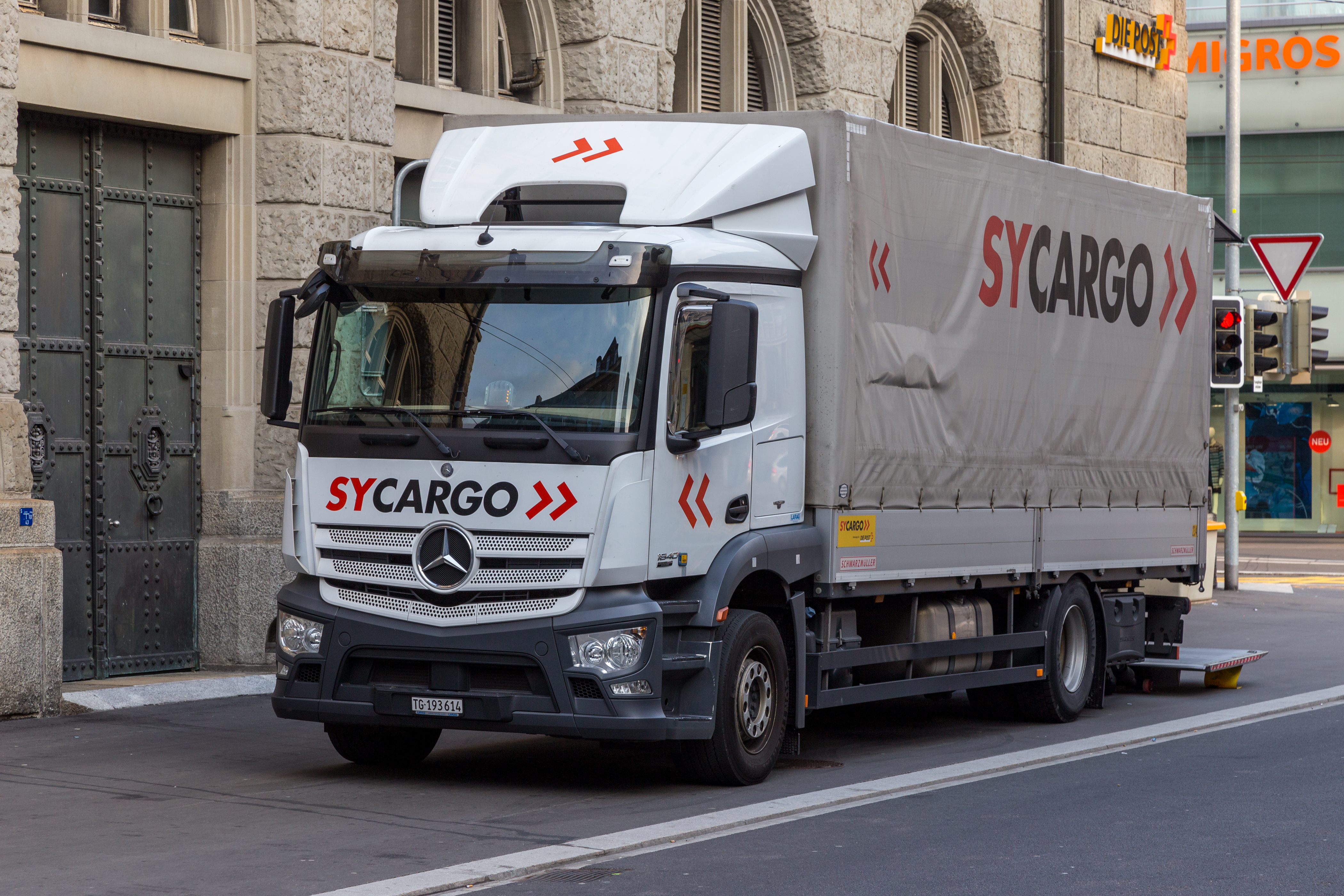
Mercedes-Benz Antos 1840

Сімейство Mercedes-Benz Antos дебютувало у вересні 2012 року на автосалоні IAA Commercial Vehicles в Ганновері. Воно замінить поточний модельний ряд Axor повною масою від 18 до 26 тонн (або до 40 тонн у версії сідлового тягача і напівпричепа). Всі автомобілі Antos оснащуються кабінами ClassicSpace з шириною 2,3 м, які можуть бути завдовжки короткою (S) або середньою (М). Кабіна з середньою довжиною також доступна у версії CompactSpace з низьким дахом для вантажівок з рефрежираторними установками.
Модельна гамма нового сімейства включає в себе як шасі під установку спеціалізованих кузовів і рефрижераторів, так і сідлові тягачі, при цьому буде пропонуватися 67 варіантів колісної бази з відстанню між осями від 2650 мм до 6700 мм.
Всі системи безпеки, доступні на моделі Actros, переберуться і на Antos, включаючи електронне управління дисковими гальмами EBS, моторне гальмо, ABS, ASR і систему стабілізації. Останнє покоління Active Brake Assist (допомога при гальмуванні) здатне повністю задіяти гальма вантажівки до повної зупинки при виявленні стаціонарних об'єктів на траєкторії руху. Модельний ряд Antos оснащуватиметься лінійкою двигунів Євро-6, 6-включає 3 рядних циліндрових силові агрегати об'ємом 7,7, 10,7 і 12,8 л потужністю від 238 до 510 к.с. Всі дизельні двигуни оснащені системою common-rail, SCR/EGR і сажевим фільтром.
Стандартною трансмісією буде «мерседесовска» PowerShift3 з 8 або швидкостями 12. Представники компанії додають "Особливістю нового Antos стане поєднання дуже компактних двигунів, таких як OM 936, і багатоступеневих трансмісій. Це позитивно позначиться на ходових якостях вантажівок, навіть у варіанті тягач/причіп і тягач/напівпричіп. Повзучий режим коробки передач буде дуже корисний при маневруванні в обмежених міських умовах, коли водій зможе контролювати швидкість вантажівки використовуючи тільки педаль гальма.
Для специфічних «місій» Mercedes-Benz представив також спеціальні виконання «Loader» і «Volumer» для Antos і Actros, які призначені або для максимальної вантажопідйомності, або для легких об'ємних вантажів. Версія Volumer забезпечить максимальну місткість завдяки дуже об'ємному вантажному відсіку висотою до 3-х метрів. Volumer також відрізняється зниженою на 80 мм вантажною висотою. Mercedes стверджує, що Antos навантажувач — це «… перший сідловий тягач для автопоїздів повною масою до 40 тонн, який важить в спорядженому стані менше 6 тонн». Це дивно ще більше, враховуючи наявність двигуна Євро-6. Навіть з самим потужним 6-циліндровим двигуном OM 470 потужністю 428 к.с. Antos важить приблизно 6400 кг.

## Двигуни
| Модель                  | Об'єм                   | Потужність                        | Крутний момент              | Висока продуктивність плюс крутний момент | Норми викидів газів     |
| Р6 Mercedes-Benz OM 936 | Р6 Mercedes-Benz OM 936 | Р6 Mercedes-Benz OM 936           | Р6 Mercedes-Benz OM 936     | Р6 Mercedes-Benz OM 936                   | Р6 Mercedes-Benz OM 936 |
| ----------------------- | ----------------------- | --------------------------------- | --------------------------- | ----------------------------------------- | ----------------------- |
| 1824                    | 7,7 л                   | 175 кВт (238 к.с.) при 2200 об/хв | 1000 Нм при 1200—1600 об/хв | недоступно                                | EU 6                    |
| 1827                    | 7,7 л                   | 200 кВт (272 к.с.) при 2200 об/хв | 1100 Нм при 1200—1600 об/хв | недоступно                                | EU 6                    |
| 1830                    | 7,7 л                   | 220 кВт (299 к.с.) при 2200 об/хв | 1200 Нм при 1200—1600 об/хв | недоступно                                | EU 6                    |
| 1832                    | 7,7 л                   | 235 кВт (320 к.с.) при 2200 об/хв | 1300 Нм при 1200—1600 об/хв | недоступно                                | EU 6                    |
| 1835                    | 7,7 л                   | 260 кВт (354 к.с.) при 2200 об/хв | 1400 Нм при 1200—1600 об/хв | недоступно                                | EU 6                    |
| Р6 Mercedes-Benz OM 470 |                         |                                   |                             |                                           |                         |
| 1833                    | 10,7 л                  | 240 кВт (326 к.с.) при 1800 об/хв | 1700 Нм при 1100 об/хв      | недоступно                                | EU 6                    |
| 1836                    | 10,7 л                  | 265 кВт (360 к.с.) при 1800 об/хв | 1800 Нм при 1100 об/хв      | недоступно                                | EU 6                    |
| 1839                    | 10,7 л                  | 290 кВт (394 к.с.) при 1800 об/хв | 1900 Нм при 1100 об/хв      | недоступно                                | EU 6                    |
| 1843                    | 10,7 л                  | 315 кВт (428 к.с.) при 1800 об/хв | 2100 Нм при 1100 об/хв      | недоступно                                | EU 6                    |
| Р6 Mercedes-Benz OM 471 |                         |                                   |                             |                                           |                         |
| 1842                    | 12,8 л                  | 310 кВт (421 к.с.) при 1800 об/хв | 2100 Нм при 1100 об/хв      | 200 Нм або 23 кВт (31 к.с.)               | EU 5, EEV, EU 6         |
| 1845                    | 12,8 л                  | 330 кВт (449 к.с.) при 1800 об/хв | 2200 Нм при 1100 об/хв      | 200 Нм або 23 кВт (31 к.с.)               | EU 5, EEV, EU 6         |
| 1848                    | 12,8 л                  | 350 кВт (476 к.с.) при 1800 об/хв | 2300 Нм при 1100 об/хв      | 200 Нм або 23 кВт (31 к.с.)               | EU 6                    |
| 1851                    | 12,8 л                  | 375 кВт (510 к.с.) при 1800 об/хв | 2500 Нм при 1100 об/хв      | недоступно                                | EU 5, EEV, EU 6         |